# John A. Mead
John Abner Mead, född 20 april 1841 i Fair Haven, Vermont, död 12 januari 1920 i Rutland, Vermont, var en amerikansk republikansk politiker. Han var guvernör i delstaten Vermont 1910–1912.
Mead studerade vid Middlebury College och deltog i amerikanska inbördeskriget. Efter kriget studerade han medicin i New York och arbetade som läkare i Vermont. Han var borgmästare i Rutland 1893–1894.
Mead var viceguvernör under George H. Prouty 1908–1910 och tjänstgjorde sedan som guvernör fram till den 3 oktober 1912.
Mead avled 1920 och gravsattes på Evergreen Cemetery i Rutland.